# Toshio Irie
Toshio Irie (japonès: 入江稔夫)  (Takatsuki, 5 de novembre de 1911 - Takatsuki, 8 de maig de 1974) va ser un nedador japonès, especialista en proves d'esquena, que va competir durant les dècades de 1920 i 1930.
El 1928 va prendre part en els Jocs Olímpics d'Estiu d'Amsterdam, on fou quart en els 100 metres esquena del programa de natació. Quatre anys més tard, als Jocs de Los Angeles, guanyà la medalla de plata en la mateixa prova, en quedar rere el seu compatriota Masaji Kiyokawa.
El 1928 va establir el rècord mundial en els 200 metres esquena. Es diplomà en ciències i enginyeria a la Universitat de Waseda.